# بیت نقوبة
بیت نقوبة (عربی: بيت نقّوبة) روستای پیشین فلسطینی است که توسط اسرائیل تصرف شد.